# Jean Martinet de Fonblanche
Pour les articles homonymes, voir Martinet.
Jean Martinet de Fonblanche (1645-1701) est un chirurgien qui commença sa carrière à l'Hôtel-Dieu de Montréal, en 1681.

## Biographie
Originaire de Moutiers-Saint-Jean, il faisait partie d'une initiative pour renforcer et développer Montréal. La Société Notre-Dame de Montréal, qui était responsable de la fondation de Ville-Marie, avait promis des soins de santé gratuits pour les habitants. Il était aussi expert-médico légal. 
Il a apprisle métier à Paul Prud'homme, qui débuta le 15 janvier 1674, et François Tardy le 16 décembre de la même année, ainsi qu’à d'autres résidents de 1686 à 1691.

## Vie personnelle
Le 14 juillet 1670 à Montréal, il a épousé Marguerite Prud’homme, âgée de 14 ans, la fille de Roberte Gadoys et de Louis Prud'homme, brasseur et capitaine de la milice. Ils eurent deux enfants de cette union.